# Kanton Poitiers-1
Kanton Poitiers-1 is een kanton van het Franse departement Vienne. Kanton Poitiers-1 maakt deel uit van het arrondissement Poitiers.

## Gemeenten
Het kanton Poitiers-1 omvatte tot 2014 de volgende gemeenten:
- Migné-Auxances
- Poitiers (deels, hoofdplaats)

Na de herindeling van de kantons bij decreet van 26 februari 2014 met uitwerking op 22 maart 2015 omvat het kanton volgende gemeenten:
- Biard
- Croutelle
- Fontaine-le-Comte
- Poitiers (hoofdplaats) (zuidwestelijk deel)